# Kogganur, Davanagere
Kogganur là một làng thuộc tehsil Davanagere, huyện Davanagere, bang Karnataka, Ấn Độ.